# Jesús Fontán Lobé
Jesús Fontán Lobé (Villagarcía de Arosa, Pontevedra, 26 de abril de 1901- Cabañas, La Coruña, 26 de agosto de 1980) fue un vicealmirante y político español.

## Biografía
Nació en la localidad pontevedresa de Villagarcia de Arosa a comienzos del siglo XX. Duurante su infancia vivió en El Ferrol. Allí conoció a Francisco Franco, que era amigo de su hermano mayor Juan. Desde entonces les unió una estrecha amistad, que hizo que fuera nombrado por Franco su ayudante (febrero de 1939-abril de 1946).
Tras su ingreso en la Escuela Naval Militar (1917) obtuvo los títulos de piloto de dirigible, observador naval y el diploma de Estado Mayor. Durante la Guerra civil fue detenido en Madrid (septiembre de 1936), y encarcelado en la Cárcel Modelo, donde permaneció dos meses, antes de ser puesto en libertad. Pasó a la zona nacional (junio de 1937) y se incorporó a la Armada, siendo destinado a diversos buques y al Cuartel General del Ejército (Salamanca). Al igual que su hermano Juan Fontán, estuvo adscrito a la Oficina de Información y Propaganda Anticomunista (OIPA), organizando ambos durante la Guerra Civil el sistema y procedimientos de incautación de documentos del frente norte. Este sistema fue aplicado posteriormente por la Delegación del Estado para la Recuperación de Documentos, ya dirigidos por Marcelino Ulibarri.
Conoció a José María González Barredo (1942) que le habló de Josemaría Escrivá, y al que conoció al día siguiente. Fontán también trató en esos años a Álvaro del Portillo.
Durante su carrera militar estuvo destinado en el buque escuela Galatea (abril de 1946), el destructor Audaz, el portahidroaviones Dédalo, el crucero Río de Plata, o el crucero Galicia, entre otros. También tuvo destinos en tierra: Comandante Director de la Escuela de Mecánicos y Jefe de la flotilla anexa, Comandante Director de la Escuela Naval Militar, Agregado Naval en Londres y La Haya, contralmirante  (1956), y vicealmirante (1962).
A comienzos de los años 1940, Franco le encarga a Fontán que realice las gestiones para filmar la película Raza, escrita por el propio Franco bajo el pseudónimo de Jaime de Andrade. Fontán le presentó a Franco los posibles actores: Alfredo Mayo, Ana Mariscal, José Nieto, Julio Rey de las Heras y Blanca de Silos, que fueron aceptados sin problema. El rodaje duró 109 días, de los cuales se rodaron en Villagarcia de Arosa 34 escenas de exteriores. La película, estrenada en 1942, se proyectó en 218 cines alemanes.
En 1962 fue nombrado Segundo Jefe de la Casa Militar del Generalísimo.
Fontán fue también presidente del Instituto Social de la Marina (1967-1976). Desde allí trabajó para la creación de diversas Casas del Mar, Escuelas y Residencias para marineros y huérfanos de la zona. Todo ello le dio gran popularidad, lo que hizo que diversas calles, colegios, jardines y Casas del Mar tengan su nombre. Durante su presidencia, se realizaron la mayor parte de las actuales Casas del Mar de España adecuándolas a los nuevos tiempos, tecnologías y organización.
Director de la Delegación Nacional de los Servicios Documentales (1964-1967) y de la Sección de los Servicios Documentales de la Presidencia del Gobierno (1967-1977), simultaneando ese cargo con la presidencia del Instituto Social de la Marina.
También fue vocal de la Comisión de Libertades Religiosas del Ministerio de Justicia en 1967.
Estaba casado con Blanca Suanzes, con quien tuvo seis hijas y dos hijos.
Falleció a los 79 años, el 26 de agosto de 1980 en su domicilio de Cabanas (La Coruña).

## Condecoraciones
- Gran Cruz de la Orden de San Hermenegildo (1958)[9]
- Gran Cruz del Mérito Naval con distintivo blanco (1962)[10]
- Gran Cruz de la Orden del Mérito Civil (1968)[11]
- Cruz de la Orden de Isabel La Católica (1970)[12]